# 東武バスセントラル三郷営業所
東武バスセントラル三郷営業所（とうぶバスセントラルみさとえいぎょうしょ）は、埼玉県三郷市彦成に所在する東武バスセントラルの営業所。最寄り停留所は「みさと団地」、最寄り駅は「新三郷駅」である。東武バスの公式ホームページでは当営業所と吉川営業所で路線図が1つになっている。草加営業事務所の傘下に位置する。所属車両のナンバーは春日部ナンバー。

## 沿革
- 1970年（昭和45年）7月 : 越谷営業所三郷出張所を開設。
- 1973年（昭和48年）4月15日 : 営業を開始。保有車両16台で三郷団地～三郷駅前～金町駅前、南中学校入口～金町駅前の２路線を管轄。
- 1993年（平成5年）4月 : 三郷営業所へ格上げ。傘下に吉川出張所を受持つ。
- 2002年（平成14年）4月 : 東武鉄道、バス事業分社化。東武バスセントラルへ移管。これにより草加営業事務所の傘下となる。
- 2008年（平成20年）
  - 2月9日　PASMOの使用を開始。
  - 4月1日　東金町循環線が運行を開始する。事務所の傘下となる。
- 2024年（令和6年）6月23日 : 東武バスグループで最後のV8エルガである社2711号車が引退するにあたり、引退イベントを開催した。[3]

## 輸送人数
- 10,370人（2005年度、1日平均）[4]

## 現行路線

### 金町線

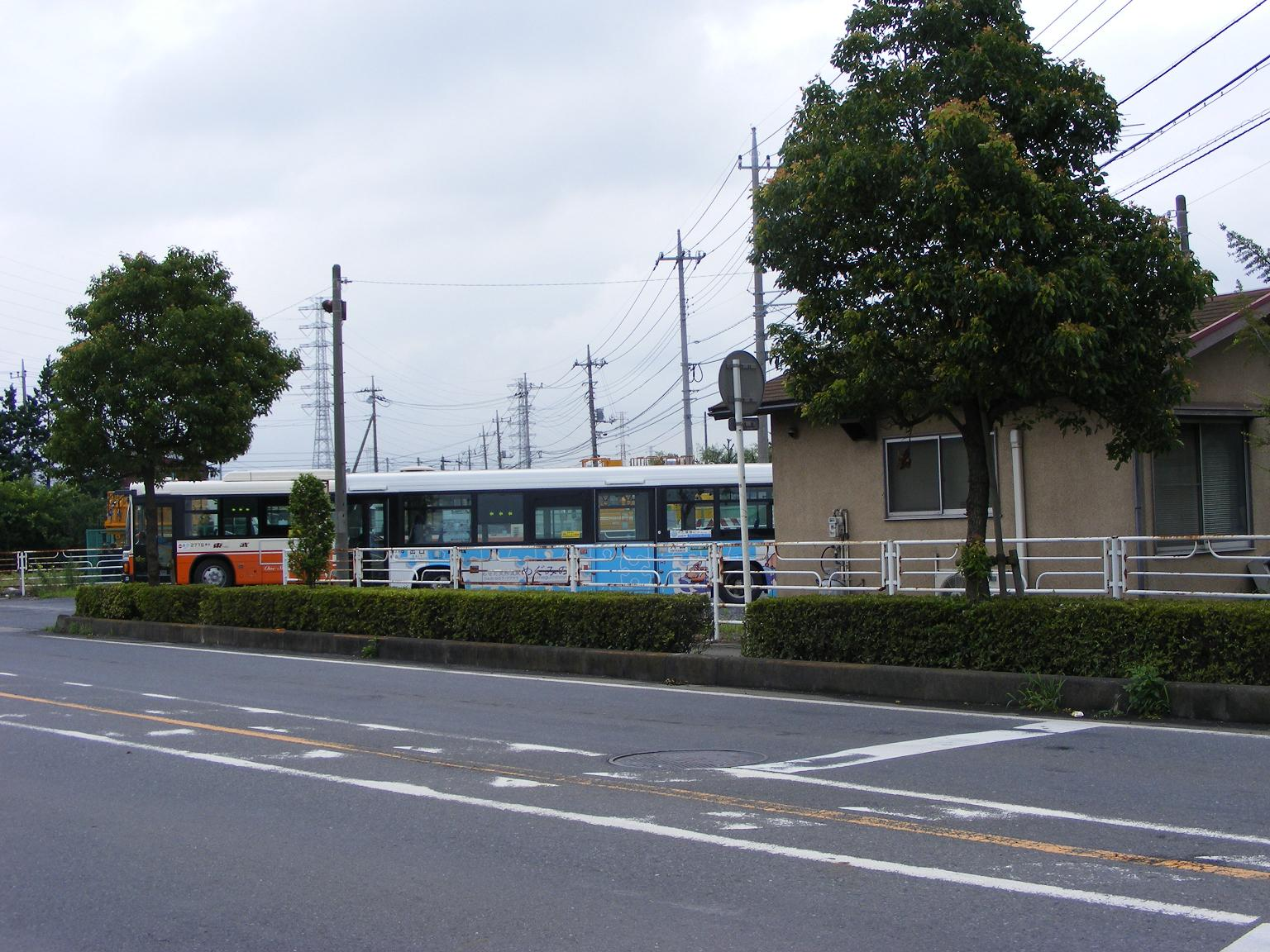
三郷市役所入口操車場

- 金52：新三郷駅 - みさと団地 - 三郷駅 - 三郷中央駅 - 大膳橋 - 金町駅
- 金54：新三郷駅 - みさと団地 - 三郷駅 - 三郷市役所 - 三郷中央駅 - 鷹野二丁目 - （東金町運動場入口（金町駅方向のみ）） - 金町駅

金52系統は、大場川沿いを走行し、金54系統は、中央通りを走行する。当営業所開設時(当時は出張所)より続く基幹路線。元は越谷駅 - 金町駅線の一部で、現在の大場川沿いの県道を吉川・越谷方面へ抜ける路線だった。1973年の武蔵野線開業時と三郷出張所開設に伴い、三郷駅を境に路線を分割(一方は吉川駅(吉川団地) - 三郷駅線)。そのため、当系統(金52)新設時はその名残で、三郷駅 - 幸房間は現在の茂田井停留所経由では無く大広戸(現在の三郷3丁目交差点)経由で運行していた。その後、つくばエクスプレス開通とそれに伴う三郷中央駅の開設に伴い、金54系統の開設など大きな変化が生じた。
ららぽーと新三郷オープン以降、新三郷駅周辺にて道路渋滞が発生した為、遅延解消として、2009年11月28日より、土日祝日の15時頃 - 20時頃のみの一部便（金52）は、三09として三郷駅にて分離運行（三郷駅にて折返し運行）されている （2010年5月25日のダイヤ改正時に平日、休日共に一部の便にて、終日三郷駅にて折返し運行実施）。なお、三郷駅到着後は、折返し金町駅行または、三郷市役所入口操車場へ回送される。そして乗務員休憩をとった後、回送で三郷駅に向かい三郷駅始発で運行される。
2011年10月24日ダイヤ改正より、平日の金52系統の三郷駅発着便が三郷団地発着に変更及び、金54系統の金町方向のみ高洲バス停経由から東金町八丁目経由（金50系統の経路）に変更になり、金50系統の昼間の時間帯運行代替として運行される。
「足立一日フリーパス」が高須・東金町八丁目 - 金町駅間で利用できる（金50系統も同様）。
2009年9月16日のダイヤ改正により新三郷駅発着便の運行を開始(一部の便)。 しかし、2016年8月8日のダイヤ改正により金52系統の新三郷駅発着便の運行が廃止になったが、2021年3月29日のダイヤ改正より新三郷駅発着便の運行が復活した。

### 東金町循環線
- 金50：金町駅 - 東金町八丁目 - 高州交番 - 高州四丁目 - 東金町八丁目 - 金町駅
  - 2008年4月1日より運行を開始した路線である。ルートは、金52・金54系統とほぼ同じである。[7]
  - 2011年10月24日ダイヤ改正にて、日中の運行を取りやめし、朝と夕方のみ運行。[6]

### 流通団地線
- 流通01：流通団地北 → 流通団地中央 → 流通団地南 → 流通団地東 → （直行） → 三郷駅 → （直行） → 三郷中央駅 → （直行)  → 流通団地北 → 流通団地中央 → 流通団地南 → 流通団地東
- 流通01：流通団地北 → 流通団地中央 → 流通団地南 → 流通団地東 → （直行） → 三郷中央駅 → （直行） → 三郷駅 → 三郷市役所 → 流通団地北 → 流通団地中央 → 流通団地南 → 流通団地東
- 流通02：流通団地北 → 流通団地中央 → 流通団地南 → 流通団地東 → （直行） → 三郷駅
- 流通02：三郷駅 → （直行） → 流通団地北 → 流通団地中央 → 流通団地南 → 流通団地東

2012年10月1日運行開始。以前は、契約輸送で運転されていたが10月1日から乗合路線となった。
三郷駅-流通団地・流通団地-三郷中央駅・三郷中央駅-三郷駅間は、ノンストップ運転となる。

### 新三郷北循環線
- 三07：新三郷駅 → サブセンター → みさと団地 → 新三郷駅

### 新三郷南循環線
- 三08：新三郷駅 → ららシティ二丁目 → テラウエスト中央 → 瑞穂中学校前 → ららシティ二丁目 → 新三郷駅
- 三08-2：新三郷駅 → イケア前 → テラウエスト中央 → 瑞穂中学校前 → イケア前 → 新三郷駅

2003年12月22日運行開始。
2017年（平成29年）5月29日より、従来の三08（イケア前経由）を三08-2として平日朝1便のみの運行とし、新たにららシティ二丁目経由の新・三08を設定した。

### 新三郷駅 - みさと団地 - 三郷駅線
- 三09：新三郷駅 - みさと団地 - 三郷駅

ららぽーと新三郷オープン以降、新三郷駅周辺にて道路渋滞が発生した為、遅延解消として土休日の夕方のみ運行され、代替として金52の三郷団地発着便が増便された。

### 新三郷駅 - みさと団地 - 吉川美南駅線
- 三10：新三郷駅 - みさと団地 - サブセンター - 吉川美南駅

2012年3月17日の吉川美南駅開業に伴って開設された。朝晩一部便は吉川営業所担当。
2014年2月24日 平日のみ1本のみの運行(土休日運休)に変更。三郷営業所単独となる

## 廃止路線
- 廃止路線
  - [三01]三郷団地 - 一街区 - 三郷駅
  - [三03]三郷団地 - 五街区（北廻り） - 三郷駅
  - [三05]三郷駅 - サブセンター（北部循環） - 新三郷駅 - 三郷駅
  - [三06]三郷団地 - 上彦名 - 松原団地駅
    - 1998年9月20日を以て廃止。

  - [有52]三郷団地 - 三郷駅 - 上戸ヶ崎 - 亀有駅北口
  - [金52]新和一丁目 - 大膳橋 - 金町駅
  - [金53]三郷団地 - 三郷駅 - 三郷市役所 - 大膳橋 - 金町駅
  - [松01]三郷団地 - 三郷駅 - 大膳橋 - 松戸駅
  - [松02]新和一丁目 - 大膳橋 - 松戸駅
  - [松04]（旧）三郷市役所 - 上戸ヶ崎 - 松戸駅
    - 2005年8月23日：松01、松02、松04（旧）及び金52の新和一丁目発着は、つくばエクスプレス開通に伴い廃止された。

  - [三01]吉川出張所 - 前新田 - 三郷駅北口
  - 三郷駅南口 - 南中学校入口 - 金町駅
  - [三02]吉川出張所 - 半田 - 三郷駅北口
  - [松03]草加駅前 - 上彦名 - 三郷駅南口
    - のちに草加営移管後、草加駅始発から松原団地駅に変更になり、 2003年3月31日をもって廃止。

  - [三03](旧)吉川出張所 - 小松川 - 三郷駅北口
  - [松03]三郷団地 - 三郷中央駅 - 松戸駅
  - [松03]三郷市役所入口 - 酒井大橋 - 松戸駅
    - 2005年4月11日 金町駅～三郷中央通り～三郷駅～三郷団地線の運行を開始[12]
    - 2008年12月20日 IKEA新三郷オープンなどの新三郷駅西口整備に伴い、三郷団地～新三郷駅西口を延伸[13]
    - 三郷中央駅 - 松戸駅間は、2015年4月4日より八潮営業所単独の運行とした上で、残りの区間を2015年4月3日をもって廃止。[14]

  - [系統名無し]新三郷駅 - 新三郷ららシティ - イケア前 - 新三郷駅 （新三郷ららシティ循環線(無料) ）
    - 2009年9月15日運行開始。2016年1月17日をもって廃止。

## 車両

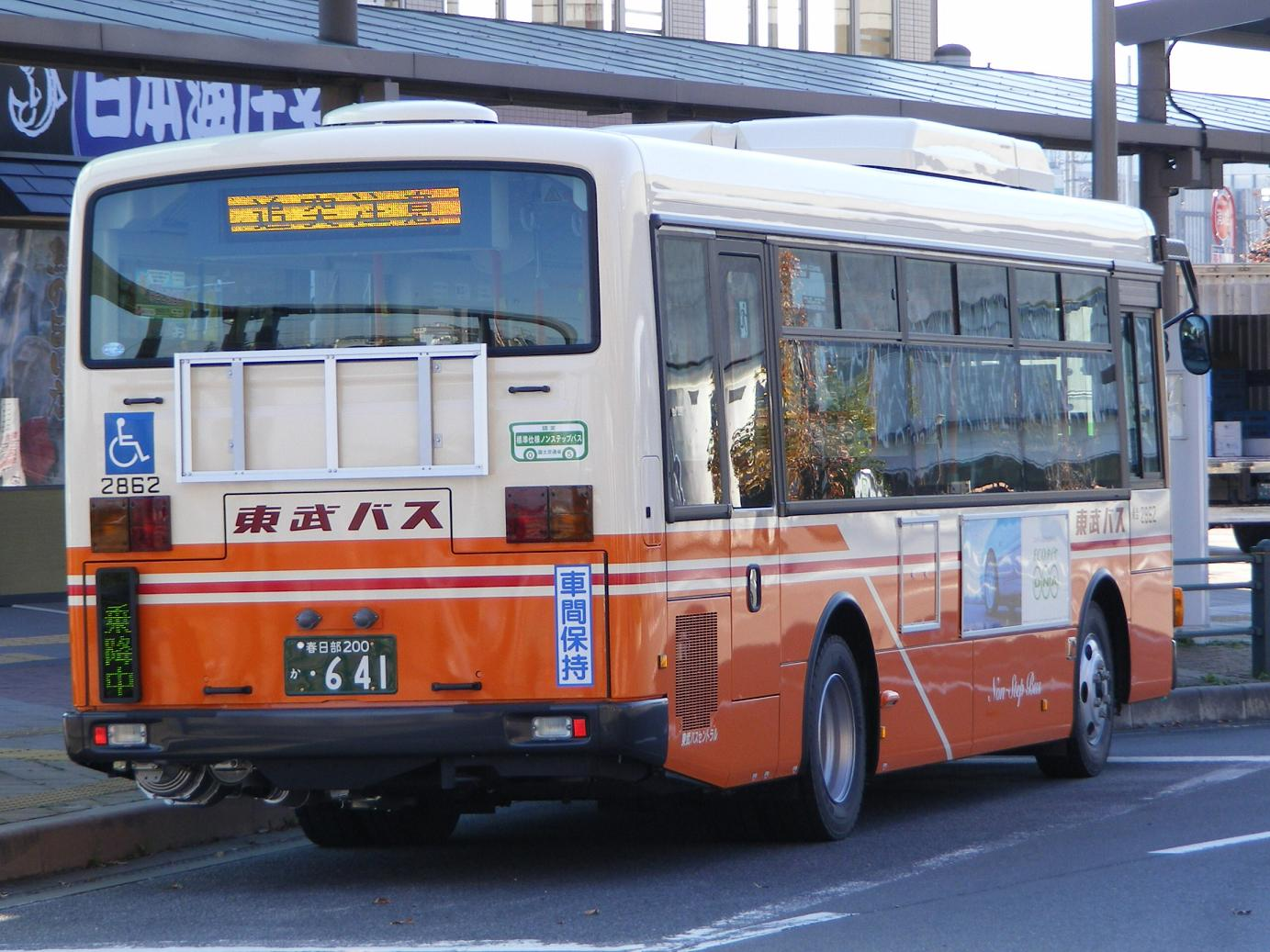
後部「追突注意」表示

三郷・吉川・西柏・沼南の各営業所は2024年現在、いすゞ車が指定車種とされている。三郷営業所に在籍する車両のほとんどはいすゞ車だが、2台のみ日野車が在籍している。なお、三郷営業所に在籍する車両は、2024年現在全てノンステップバスである。
営業所（出張所）開設当時からいすゞ自動車の車両（富士重工業架装、以前は川崎重工架装もあり）主体の構成になっていたが、富士重工業のバス事業撤退に伴い、いすゞバス製造、もしくはジェイ・バス製造の車両が新製投入されている。
- 当営業所に在籍していた大型ワンステップバスの内、1台（社2525号車）はバスラマに走行経緯等掲載（バスラマ創刊時は、社2100号車が掲載していたが、廃車により現在は社2525号車が掲載）されている。
- かつて当営業所に在籍していた社2644号車は、教習車へ改造された。
- ららシティ循環バスで走っていた社9976号車（日野ブルーリボンシティハイブリッド）は現在、通常の東武バス一般塗装に戻され三郷営業所の各路線で運行している。
- 三郷営業所には、 東武バスグループで最後のV8エルガである社2711号車が在籍していたが、2024年6月に除籍された。[16][3]

※三郷営業所の車両は、バス停停車中に後部の行先表示機に「追突注意」が表示される。